# Mouvement STOP ERA

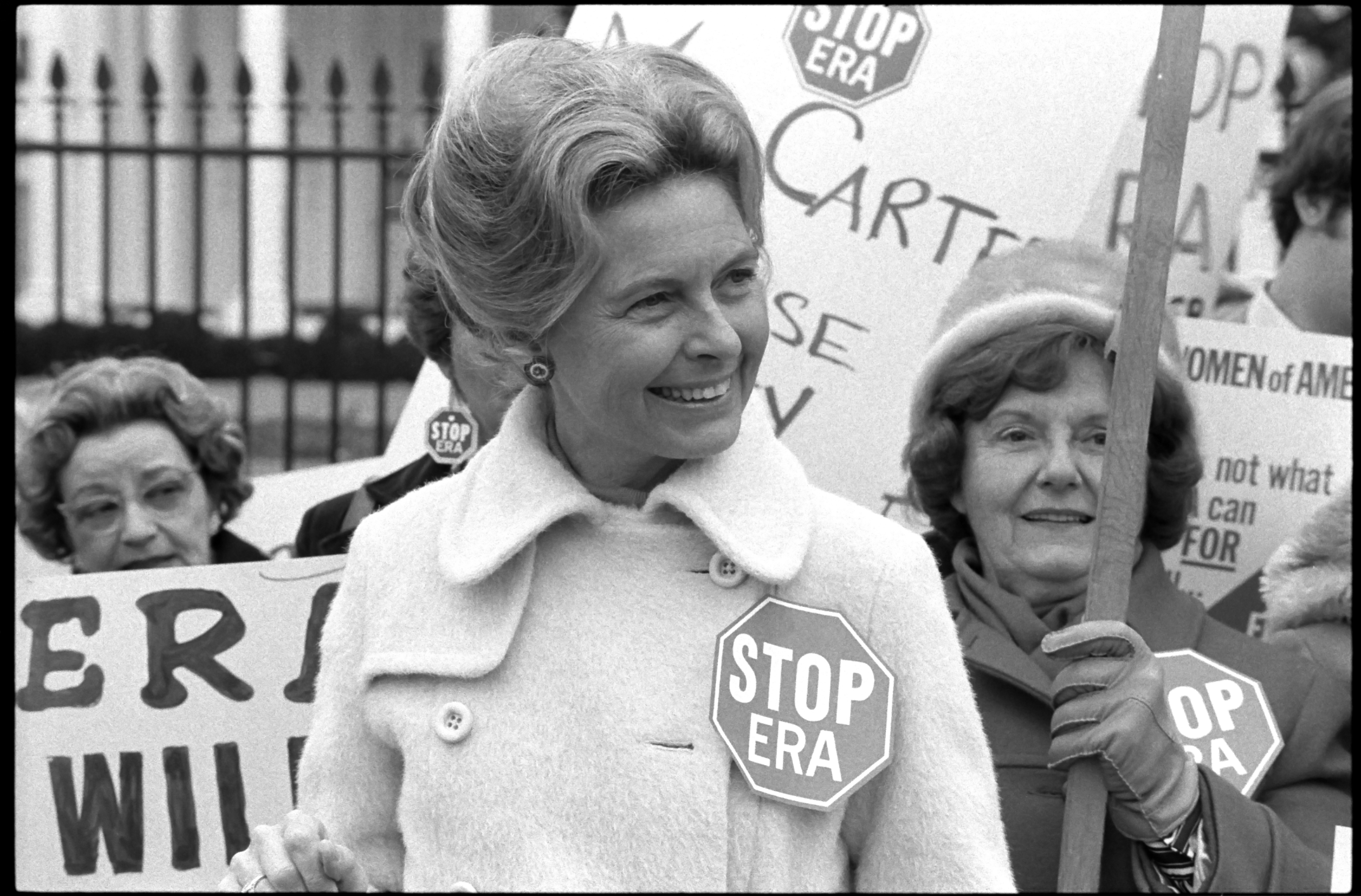
Phyllis Schlafly avec un badge « Stop ERA » lors d'une manifestation devant la Maison-Blanche, en 1977.

STOP ERA est une organisation antiféministe créée par Phyllis Schlafly en 1972 dans le but de contrevenir à la ratification de l'Equal Rights Amendment.

## Histoire du mouvement
L'Equal Rights Amendment est proposé au Congrès américain pour la première fois en 1923 par Alice Paul, une suffragette associée au National Woman's Party. L'amendement est sujet à débats pendant plusieurs décennies et suscite l'appui de mouvements féministes, puis l'opposition de mouvements antiféministes et du mouvement ouvrier. Les femmes de la classe ouvrière craignaient que l'égalité de droits entre les sexes leur retirerait les conditions de travail plus clémentes auxquelles elles avaient droit, par rapport aux hommes, mais l’adoption du Civil Rights Act de 1964, qui réfute la discrimination liée à la race, à la couleur, à l’origine nationale, à la religion et au sexe en milieu de travail, octroie aux hommes la même protection que les femmes. Le mouvement ouvrier offre son appui à l’amendement à partir de ce moment. En l’absence d’opposition, l’Equal Rights Amendment est ratifié par trente États en douze mois en 1972 et 1973. Face à cette avancée, l'activiste conservatrice Phyllis Schlafly crée le mouvement STOP ERA dans le but d’empêcher la ratification de l’amendement dans les autres États américains, puis de révoquer les ratifications déjà en vigueur.
En 1975, Phyllis Schlafly fonde l’organisation sœur de STOP ERA, The Eagle Forum, qui offre une vision plus large que le mouvement initial : elle ne souhaite pas seulement empêcher l’adoption de l’Equal Rights Amendment, ce qui est l’objectif de STOP ERA, mais elle veut aussi défendre la conservation des valeurs traditionnelles de la famille et de la séparation sexuée des sphères publique et privée. Selon Schlafly et les membres de son organisation, l’Equal Rights Amendment est une menace pour l’ordre dit « naturel », selon lequel la femme reste au foyer et s’occupe de sa famille en tant que son centre névralgique, alors que l’homme en est le pourvoyeur, ordre qui offre un statut privilégié à la femme. Phyllis Schlafly et STOP ERA continuent leur combat contre l’amendement jusqu’à la date butoir de ratification en 1982, mais la fondatrice du mouvement donne un discours de victoire le 22 mars 1979, date qui représente la première date limite de ratification de l’amendement, finalement repoussée à juin 1982. Ce discours annonce la victoire, trois ans plus tard, du mouvement STOP ERA puisque l’Equal Rights Amendment ne sera jamais adopté par le gouvernement américain.

## Arguments contre l'Equal Rights Amendment
Schlafly propose que l’égalité entre les sexes que soutiennent les féministes en faveur de l’Equal Rights Amendment est une façon de retirer aux femmes américaines leur statut spécial. C’est pourquoi STOP ERA est présenté comme un acronyme signifiant « Stop Taking Our Privileges ». Pour Schlafly et les membres de son mouvement, l’Equal Rights Amendment signifie la perte de leurs droits et de leurs privilèges en tant que mères. Selon elles, la famille traditionnelle est libératrice et l’amendement retirerait aux femmes américaines la liberté d’être des mères au foyer, des constructrices de noyaux familiaux forts. Schlafly souligne que l’Equal Rights Amendment permettrait aux hommes de se libérer de leur rôle de pourvoyeur[style à revoir], argument qui s’appuie sur la peur des femmes face au rejet et à l’abandon masculins qui auraient de lourdes conséquences sur les femmes au foyer à qui l’amendement retirerait la principale source de revenu, donc de survie. Selon les membres du mouvement, ceci forcerait les femmes à cesser de prendre soin de leur famille comme occupation à temps plein et à intégrer le marché du travail, ce qui déstabiliserait l’ordre sexuel établi et retirerait la liberté qu’ont les femmes d’être dédiées exclusivement à la sphère familiale.
Schlafly rappelle que l’égalité de droits entre les sexes forcerait non seulement les femmes à intégrer le marché du travail, donc à ne pas jouer leur rôle naturel dans les sphères domestique et familiale, mais aussi à s’enrôler dans l’armée comme les hommes. La conscription serait obligatoire pour les deux sexes, ce que Schlafly et les membres de STOP ERA voient d’un œil très négatif, car, selon elles, les femmes n’ont pas leur place au front. Les militantes de STOP ERA s’appuient donc sur la peur de devoir aller au front, en plus de la peur de l’abandon masculin, afin de contrevenir à l’amendement. Elle se basent sur des questions pratiques, qui affectent le quotidien des femmes, afin de montrer l’impact négatif que l’Equal Rights Amendment aurait sur les Américaines.
Pour étayer la pensée associée à son mouvement, Phyllis Schlafly construit la figure de la femme positive, l’antiféministe contre l’Equal Rights Amendment, et sa contrepartie, la femme négative, la féministe qui soutient l’amendement. La femme positive accepte les différences entre les individus de sexe masculin et de sexe féminin, car ces différences seraient imposées par Dieu et permettraient aux femmes d’être épanouies. Par cette conception, Schlafly donne au mouvement STOP ERA un fond biblique, une orientation judéo-chrétienne affirmée : c’est la tradition religieuse qui somme aux femmes d’occuper la sphère privée, domestique, et aux hommes d’occuper la sphère publique, politique. Les militantes de STOP ERA affirment que ce sont dans ces différences que les femmes peuvent être heureuses et épanouies, donc elles veulent conserver les différences sexuées, alors que l’Equal Rights Amendment les effacerait en octroyant des droits égaux pour tous. Ne pas diviser les sphères privée et politique équivaut donc à une perte de pouvoir, parce que la sphère féminine, définie par le mariage et par la famille, est présentée comme la source de pouvoir et d’identité des femmes. Par cela, STOP ERA s’oppose aux féministes qui veulent que les femmes aient une sensibilité face à leur condition, une conscience d’elles qui leur permettrait de se sortir de leur statut de dominées, alors que les partisanes de STOP ERA affirment qu’il faut ignorer leur condition immédiate en faveur d’un bonheur futur assuré par leur statut particulier de mères. 
L’exaltation de la femme positive par les membres de STOP ERA met en avant l’archétype du féminin tel que défini par Carl Jung : cet archétype définit les femmes par leur maternité, par leur rôle dans le développement des individus et de la société, mais aussi par leur sagesse qui transcende la simple raison. À cette image est opposée celle de la femme négative, ce qui fait naître, dans la rhétorique du mouvement STOP ERA, un dualisme manichéen qui présente des caractéristiques contraires pour les militantes en faveur et en opposition à l’Equal Rights Amendment. Les premières sont vues comme des femmes masculines, stériles et diaboliques, alors que les secondes seraient aimantes, douces et créatives. Les partisanes de STOP ERA présentent donc leur position comme la seule acceptable en ce qui a trait à la tradition judéo-chrétienne et quant au statut de la femme, car elles incarnent, par leur combat, la figure de la femme positive développée par Schlafly.

## Stratégies employées
Schlafly est une femme politique, une autrice et une avocate, donc elle est fortement impliquée dans la vie politique, ce qui influence les stratégies de combat adoptées par le mouvement. Elle organise des rallyes, des manifestations et des parades, en plus de rédiger un journal, The Phyllis Schafly Report, qui expose les arguments avancés par son groupe. Par ailleurs, elle se présente comme la cheffe du mouvement à l’échelle nationale. Elle est le cœur du mouvement, son organisatrice principale puisqu’elle ne s’entoure d’aucune structure administrative. Elle incarne une figure forte de leader derrière laquelle les femmes opposées à l’Equal Rights Amendment et aux féministes peuvent se rallier. Elle propose des masterclass sur l’organisation de mouvements politiques afin de former les militantes anti-ERA aux actions politiques concrètes. Schlafly y explique comment avoir une présence médiatique importante, comment influencer les députés en place, et comment organiser des levées de fonds. Elle aborde aussi les techniques pour poser sa candidature à des postes politiques et les manières de parler lors d’audiences publiques et de conférences de presse. Elle encourage donc les membres du mouvement à avoir une forte présence dans les sphères publique et politique.
Malgré tout, certaines femmes impliquées dans le mouvement sentent que ces actions les éloignent du modèle de la femme positive, donc elles utilisent des stratégies qui s’imbriquent dans la sphère privée et familiale. Elles envoient notamment des tartes, des gâteaux et des confitures aux élus afin de paraître moins militantes. Cette stratégie fait en sorte que les femmes qui appuient STOP ERA gardent leur statut de femmes au foyer, qui ne convient pas aux actions politiques qui les font sortir dans la sphère publique, tout en faisant entendre leurs demandes. Cela se fait aussi par l’écriture de lettres aux partis politiques et aux législateurs : pour les rédiger, les partisanes de STOP ERA restent à la maison et incarnent le modèle de la femme positive, mais elles s’adressent directement aux élus qui peuvent par la suite considérer leurs arguments dans leur décision de ratifier ou non l’amendement. Ces deux moyens d’action permettent à la femme qui veut s’impliquer dans le mouvement de Schlafly de rester à la maison et de s’occuper de la sphère domestique, tout en agissant concrètement sur la scène politique. C’est la raison principale pour laquelle les actions entreprises par les membres du mouvement sont plus souvent individuelles que collectives.
Schlafly contrebalance toutefois l’individualité du mouvement en formant des coalitions avec des organisations religieuses, chrétiennes et juives, et des organisations politiques conservatrices afin de créer la New Right. Ces alliances permettent au mouvement STOP ERA de gagner des appuis individuels et collectifs, donc de former une force politique nationale.

## Conséquences du mouvement
L’amendement proposé par Alice Paul avait gagné beaucoup d’attention, au début des années 1970 et son implantation semblait assurée avant 1972. L’appui à l’Equal Rights Amendment s’essouffla avec la création de STOP ERA puisque seulement cinq États ratifièrent l’amendement à la suite de la création du mouvement de Schlafly, alors que trente l’avaient fait avant. Les méthodes employées par le groupe réussirent à rallier un nombre important de membres qui agissaient activement sur les scènes politiques et privées, ce qui renversa la tendance et fit échouer, entre autres facteurs, la ratification de l’Equal Rights Amendment. On notera, à travers ces divers facteurs, l’image dite marginale et radicale des féministes pro-ERA qui les empêcha de créer des alliances comme celles qui constituèrent la New Right, problème auquel STOP ERA et Phyllis Schlafly ne firent jamais face. 
Le premier État à refuser la ratification de l'amendement est l’Oklahoma, le 29 mars 1972. Plusieurs États suivront son exemple dans les dix années suivantes.
L’organisation STOP ERA s’est désintégrée à la suite de sa victoire, pour être temporairement remise sur pied en 1986 afin de s'opposer à une proposition semblable à l'Equal Rights Amendment au Vermont. Son organisation sœur, The Eagle Forum, reste active avec près de 80 000 membres, en majorité des femmes, en 1991.

## Dans la fiction
- Mrs. America, mini-série américaine (2020)[23].